# Agrilus guerinii
Agrilus guerinii es una especie de insecto del género Agrilus, familia Buprestidae, orden Coleoptera.
Fue descrita científicamente por Lacordaire in Boisduval & Lacordaire, 1835.